# Epidendrum anceps
Epidendrum anceps är en orkidéart som beskrevs av Nikolaus Joseph von Jacquin. Epidendrum anceps ingår i släktet Epidendrum och familjen orkidéer. Inga underarter finns listade i Catalogue of Life.

## Bildgalleri

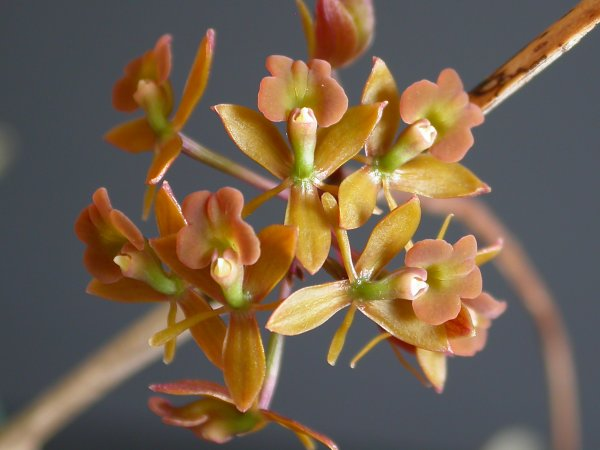
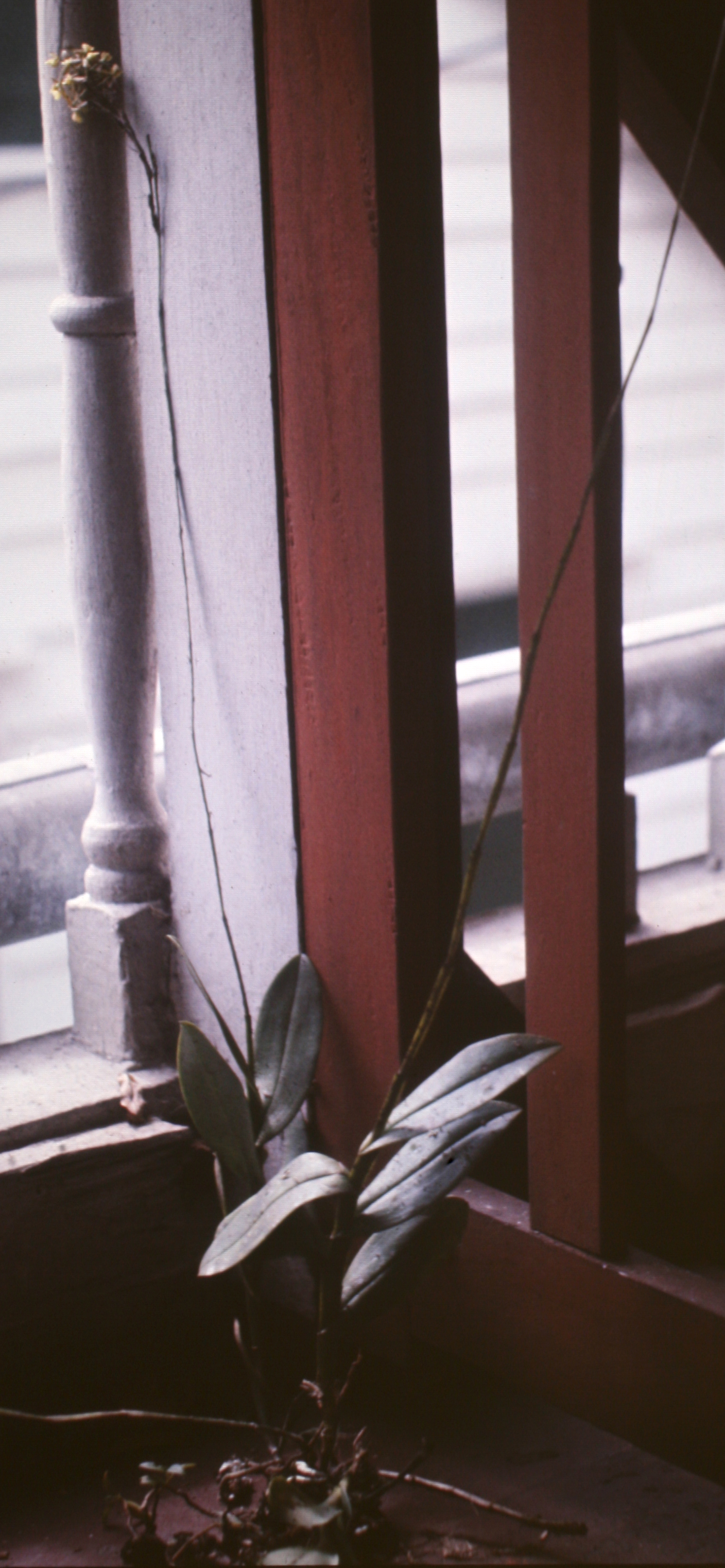
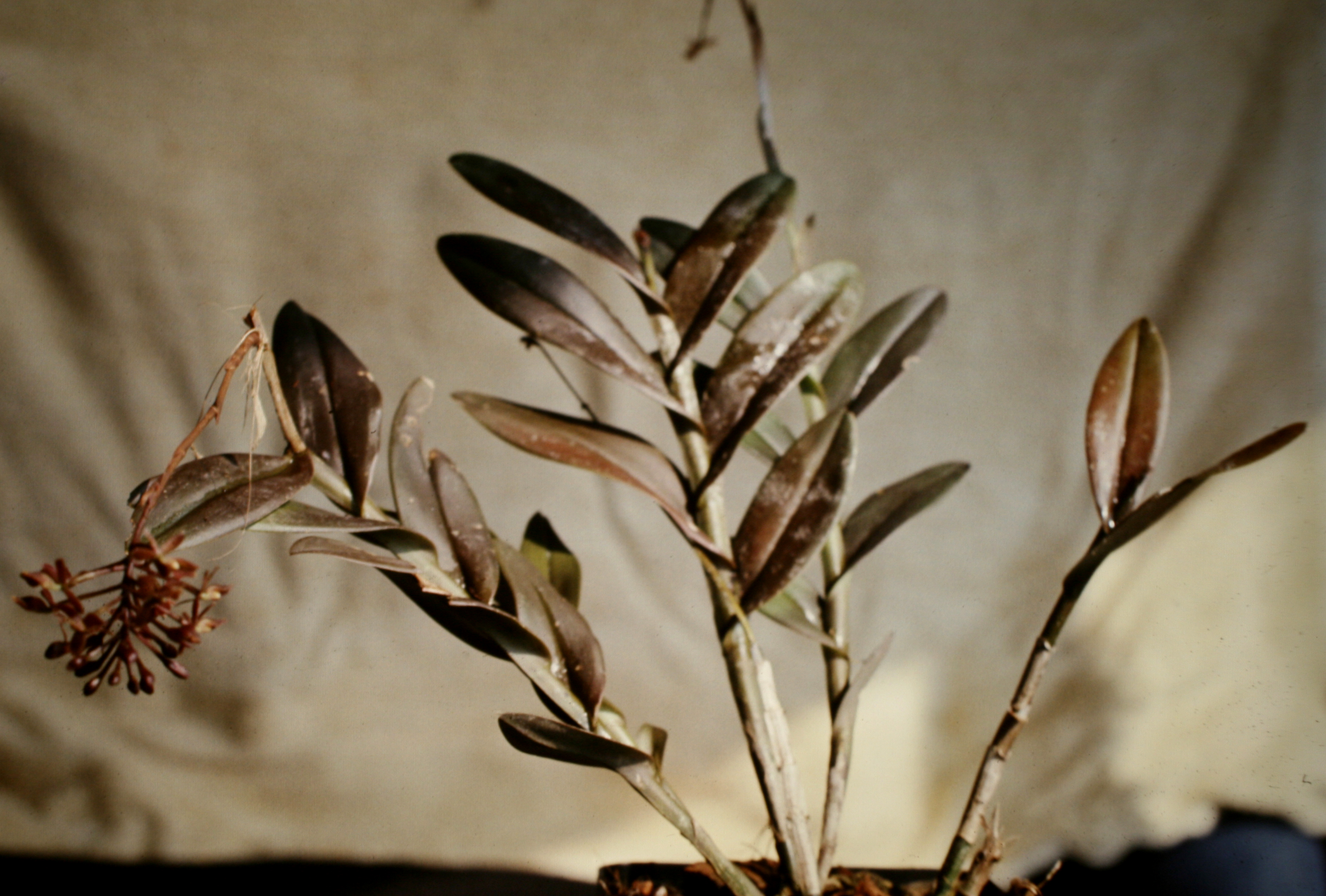
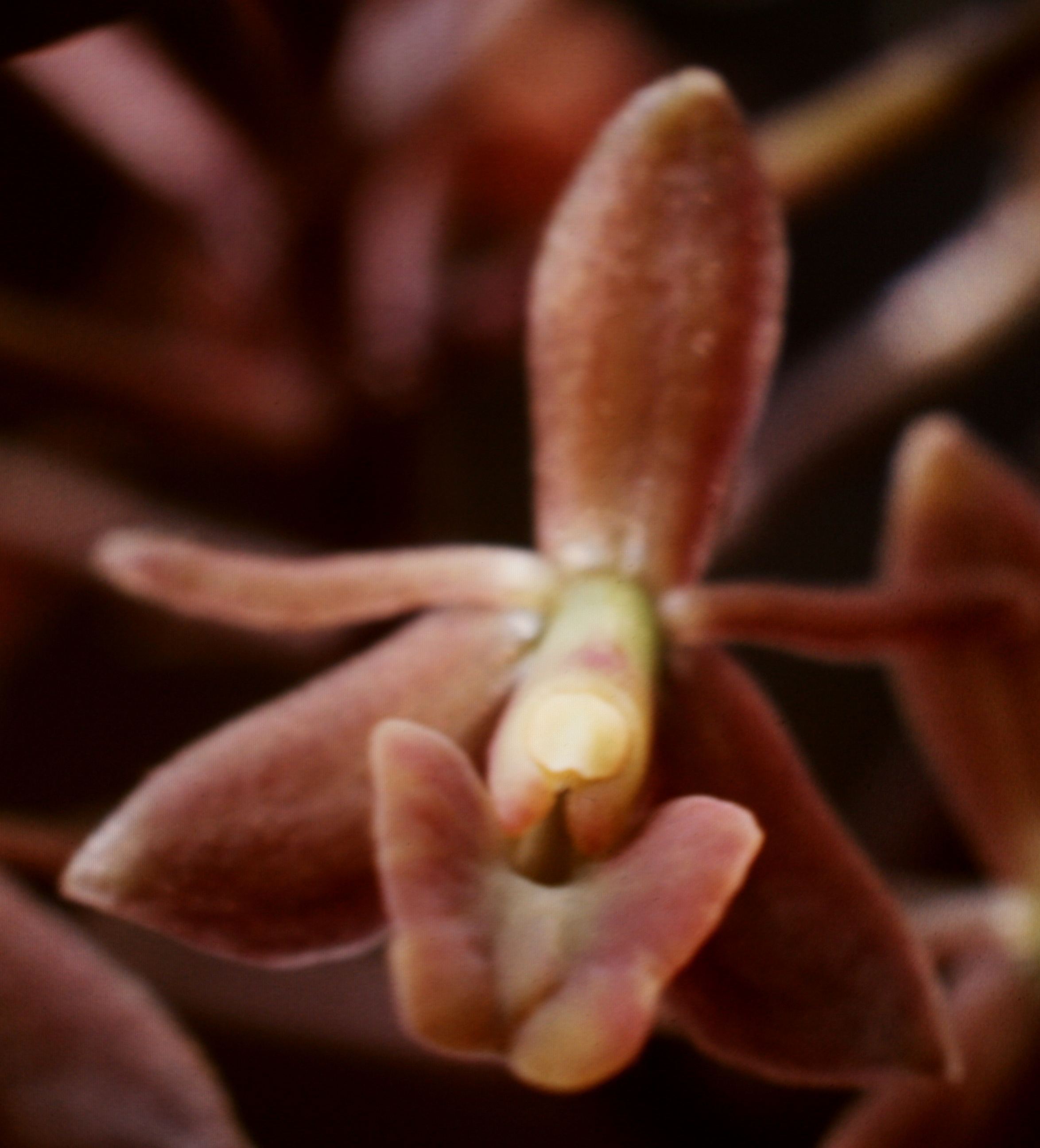
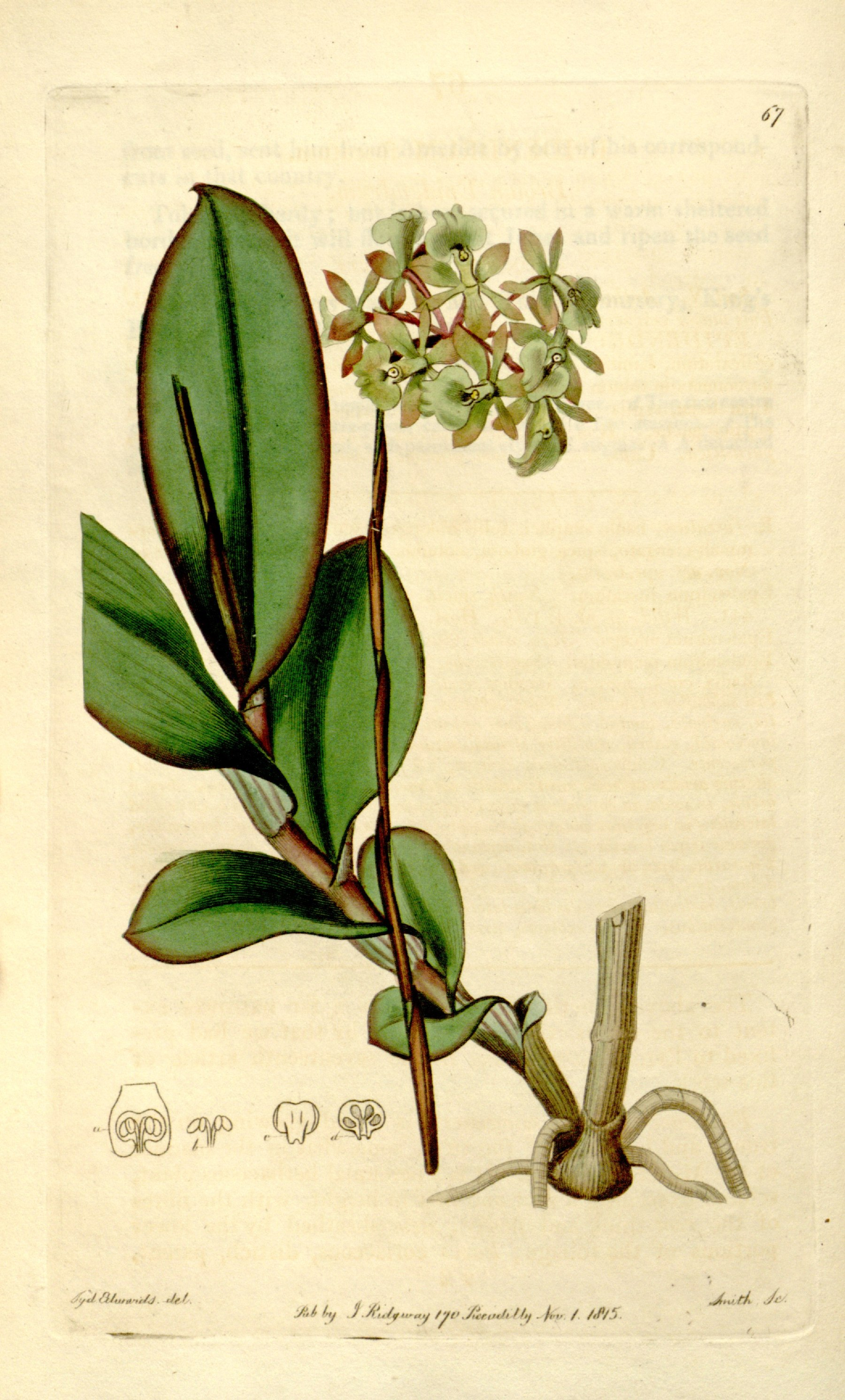
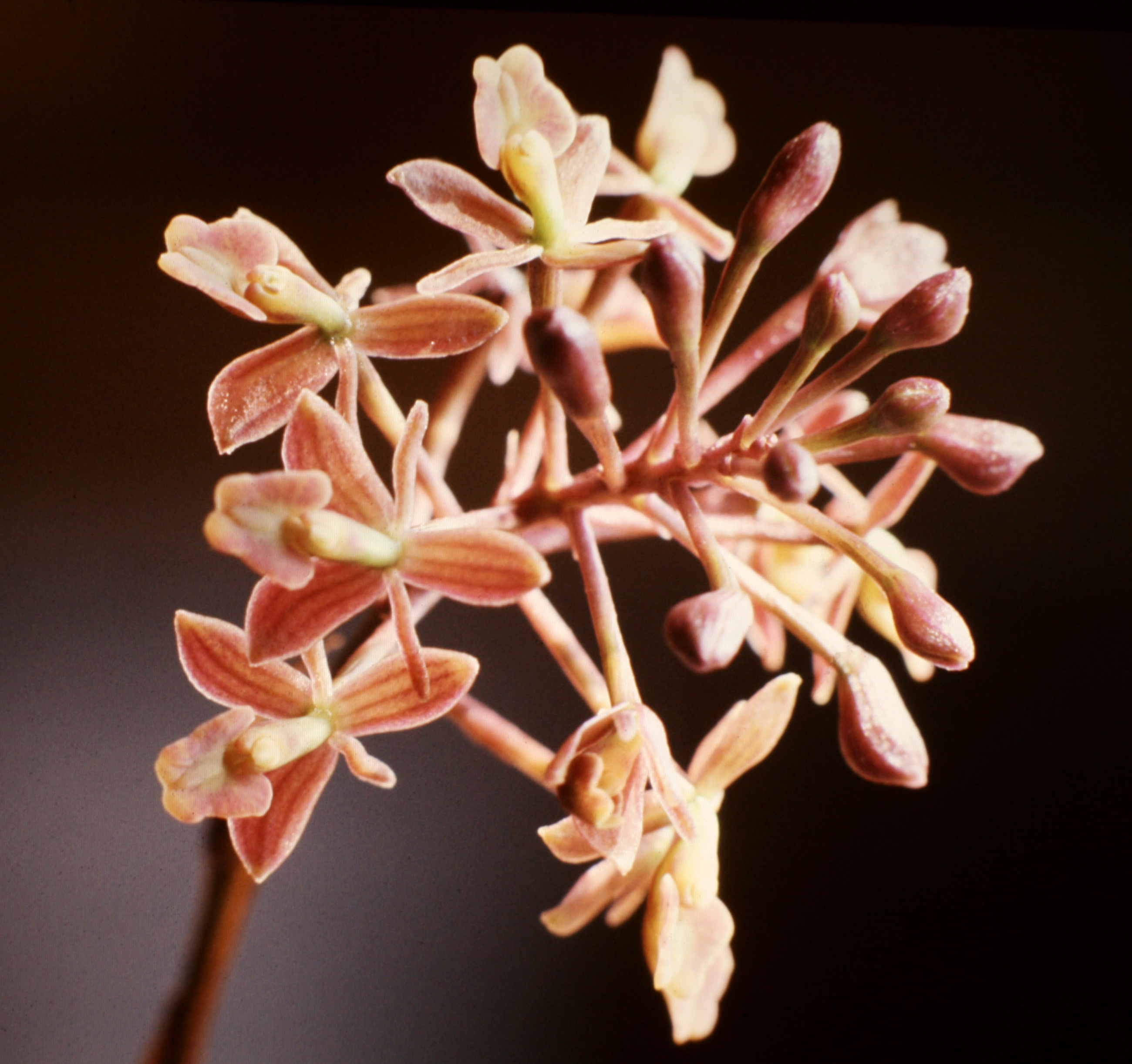